# سيليق
سيليق (بالروسية: Сайлык)، (باللاتينية: Saylyk) (بالعربية: سيليق)، قرية في مقاطعة تشوي، في قيرغيزستان. بلغ عدد سكانها حوالي 847 نسمة في عام 2009. تأسست القرية سنة 1929م.